# Yakana
La Yakana, Yacana, Llama Celestial o constelación de la Llama es una constelación oscura en la astronomía andina quechua y aymara. Se ubica en el centro de la Vía Láctea. De acuerdo a Tom Zuidema, en los Andes de Perú esta región del cielo está relacionada con el culto a los ancestros, los rituales de transición, la fertilidad, los mitos de origen y el gran diluvio. Es la constelación andina más grande e importante. Aparece al final de la temporada de lluvias con la llegada del verano en los Andes, a partir de mayo.

## Descripción
La constelación oscura de la Llama se encuentra en medio de Mayu ('la Vía Láctea', del quechua 'río') representa a una llama con su cría. Los ojos de la llama madre están conformados por Alfa Centauri y Beta Centauri. A la izquierda de la llama se encuentra la constelación del Zorro y al lado derecho las constelaciones de la Perdiz (al lado de la Cruz del Sur), el Sapo y la Serpiente.

## En el Manuscrito de Huarochiri
En el capítulo del 29 del Manuscrito de Huarochiri —escrito en quechua del siglo XVII— titulado «Cómo la llamada Yakana baja desde el firmamento superior para tomar agua»  se cuenta sobre esta constelación:

Dicen que este Yacana, al que hemos nombrado, es como una sombra del llama, un doble de este animal que camina por el centro del cielo. Nosotros los hombres también, sí, lo vemos venir así, oscuro. Dicen que este Yacana, al llegar a la tierra, anda por debajo de los ríos. Es muy grande, sí; más negro que el cielo nocturno avanza, su cuello con dos ojos, y muy largo, viene. Los hombres lo nombran: Yacana.
Dioses y hombres de Huarochiri (1966), capítulo 29.
Narración quechua recogida por Francisco de Ávila.
Traducción por José María Arguedas.</ref>

En el mismo capítulo, se narra la historia de un hombre que ve caer a la Yakana durante la noche y la ve beber agua de un manantial. Con la lana de colores que salió de la llama el hombre pudo comprar una llama macho y otra hembra, y de esa pareja pudo tener hasta 3 mil llamas. También se menciona que la mancha oscura delante de la llama se llama Yutu ('perdiz' en quechua central).